# Cirphula
Cirphula is een geslacht van rechtvleugeligen uit de familie veldsprinkhanen (Acrididae). De wetenschappelijke naam van dit geslacht is voor het eerst geldig gepubliceerd in 1873 door Stål.

## Soorten
Het geslacht Cirphula omvat de volgende soorten:
- Cirphula carbonaria Serville, 1838
- Cirphula flavotibialis Sjöstedt, 1936
- Cirphula jungi Brancsik, 1896
- Cirphula pyrrhocnemis Stål, 1861